# Lepelstraat (helling)
De Lepelstraat is een straat en helling in Michelbeke, een dorp in de gemeente Brakel in de Vlaamse Ardennen. De helling ligt ten westen van het dorp en voert richting Elst.

## Wielrennen
De helling wordt in 2024 opgenomen in Kuurne-Brussel-Kuurne. De helling is veel vaker afgedaald door renners in wielerklassiekers, waarin de Berendries is opgenomen, komen vanaf de Leberg en Elst richting de Berendries. Zo zit deze helling als afdaling vaak in de Ronde van Vlaanderen.

## Bewoners
Minister van Staat Herman De Croo woont aan deze straat.